# Samar Septentrional
Samar Septentrional (en anglès Northern Samar, en filipí Hilagang Samar, en waray-waray Amihanan nga Samar) és una província de les Filipines situada a la regió de les Visayas Orientals. Ocupa la part nord de l'illa de Samar, així com altres illes menors. Limita amb les províncies de Samar (al sud-oest) i Samar Oriental (al sud-est), i està banyada pel mar de les Filipines al nord i a l'est i per l'estret de San Bernardino, que la separa de l'illa de Luzon. La capital provincial és el municipi de Catarman.

## Població i cultura
La llengua materna de la major part de la població de Samar Septentrional és el waray-waray, en la variant anomenada norte samarnon, que agrupa els parlars balicuatro, central i pacífic.
El cebuà és àmpliament entès, sent parlat als municipis més occidentals: San Isidro, San Antonio i San Vicente, amb l'excepció de l'illa de Capul, on es parla la llengua inabaknon.

## Divisió administrativa
La província de Samar Septentrional es compon de 24 municipis, subdividits alhora en 569 barangays.

### Municipis
| - Allen - Biri - Bobon - Capul - Catarman - Catubig - Gamay - Laoang | - Lapinig - Las Navas - Lavezares - Lope de Vega - Mapanas - Mondragon - Palapag - Pambujan | - Rosario - San Antonio - San Isidro - San Jose - San Roque - San Vicente - Silvino Lobos - Victoria |